# マーセド (カリフォルニア州)
マーセド（Merced）は、アメリカ合衆国カリフォルニア州のマーセド郡にある都市。同郡の郡庁所在地である。人口は8万6333人（2020年）。名称はマーセド川から来ている。2005年にはカリフォルニア大学システムの10番目の大学となるカリフォルニア大学マーセド校が開校し、人口も年々増加している。農業が盛んな地域だが観光にも力を入れており「Gateway to Yosemite(ヨセミテへの玄関口)」を自認する。

## 地理
マーセドは、北緯37度18分08秒、西経120度28分59秒 (37.302222, -120.483056)に位置している。
アメリカ合衆国統計局によると、この都市は総面積51.4 km2 (19.9 mi2) である。このうち51.4km2 (19.9 mi2) が陸地で0.0 km2 (0.0 mi2) が水地域である。総面積の0%が水地域となっている。

## 人口動静
マーセド市の公式サイトによると2019年現在の人口は86,750人である。古いデータでは以下のような人口動静が報告されている。
2000年国勢調査によると、この都市には人口63,893人、20,435世帯、及び13,631家族が暮らしている。人口密度は1,242.2/km2 (3,216.7/mi2) である。418.6/km2 (1,084.0/mi2) の平均的な密度に149,025軒の住居が建っている。この都市の人種的構成は白人52.40%、アフリカン・アメリカン6.33%、ネイティブ・アメリカン1.28%、アジア12.37% (多くがミャオ族)、太平洋諸島系0.21%、その他の人種23.18%、及び混血5.22%である。人口の41.36%がヒスパニックまたはラテン系である。
20,435世帯のうち、42.9%が18歳未満の子供と一緒に生活しており、47.2%は夫婦で生活している。18.2%は未婚の女性が世帯主であり、30.1%は結婚していない。22.6%は1人以上の独身の居住者が住んでおり、8.5%は65歳以上で独身である。1世帯の平均人数は3.06人であり、結婚している家庭の場合は、3.62人である。
人口の34.7%が18歳未満で、11.4%が18歳から24歳、27.4%が25歳から44歳、17.1%が45歳から64歳、9.4%が65歳以上である。平均年齢は28歳である。女性100人に対し、95.6人が男性である。18歳以上の女性100人に対し、92.3人が18歳以上の男性である。
この都市の世帯ごとの平均的な収入は30,429 USドルであり、家族ごとの平均的な収入は32,470 USドルである。男性は31,725 USドルに対して女性は24,492 USドルの平均的な収入がある。この都市の一人当たりの収入 (per capita income) は13,115 USドルである。人口の22.4%及び家族の27.9%は貧困線以下である。全人口のうち18歳未満の36.9%及び65歳以上の10.1%は貧困線以下の生活を送っている。

## 交通

マーセド郡内の位置

マーセドはヨセミテ国立公園（以下「ヨセミテ」という。）の近郊に位置している為、ヨセミテへのアクセスは大変充実しており、マーセドのアムトラック駅からは毎日ヨセミテ行きのバスが運行している。連日このバスを利用して、遠方からヨセミテを訪れる観光客もたくさんいる。
マーセドには3つの州道CA-99号線、CA-59号線、そしてCA-140号線を含む、高速道路システムがある。ちなみにこれらの高速道路を利用すると、マーセドからヨセミテへは約2時間、ロサンゼルスへは約4時間、サンフランシスコ・ベイエリアへは約2時間半である。
また2008年に施行されたカリフォルニア高速鉄道計画により、マーセドはサンフランシスコとロサンゼルスを結ぶ中継駅になる予定である。2030年（予定）の高速鉄道開通によりカリフォルニア州の主要都市へのアクセスは格段に良くなる。この鉄道を利用すると、サクラメントまで43分、サンノゼまで45分、サンフランシスコまで1時間15分、ロサンゼルスまで1時間40分となる予定である。

## 治安
マーセド市は約二割以上の人口が貧困線以下ということもあり、犯罪発生率から見た治安は中小都市のなかでは良いとはいえないが地域によって犯罪発生率はかなり異なる(crime mapping.com)。CA-99号線以北とくにオリブ通り以北では治安は良好である。
2015年にはカリフォルニア大学マーセド校にて男子生徒が学生４人を刃物で負傷させる事件が発生、犯行に及んだ学生はそのキャンパス内で現地警察に射殺されたがこれは単発的なテロ的犯罪である。

## 教育
マーセド市には現在、高等教育機関としてカリフォルニア大学マーセド校(UC Merced)、マーセドコミュニティカレッジ(Merced Community College)がある。UC Mercedは2005年にカリフォルニア大学の10番目のキャンパスとして開設され2020年には予算規模が2018年の倍になることが決定している。それに伴って入学者数、admission levelも次第に向上している。またマーセドコミュニティカレッジの留学生には日本人が多い。ちなみに2018年現在約100名程の留学生が在籍している。

## 気候
マーセド市は地中海性気候である。夏は高温で乾燥しており、7月の平均最高気温は36.2℃、最低気温は16.1℃である。3月から10月までの降雨量はほぼゼロである。一方で冬は低温多湿な気候で、1月の平均最高気温は12.8℃、最低気温は2.2℃である。歴代最高気温は1902年7月24日に観測された45.6℃で、最低気温は2007年1月13日に記録された-10.6℃である。また年間平均降水量は310.1ミリであり、この内の大部分は冬に降る。